# Transport en Australie
 (juin 2025).
La mise en forme du texte ne suit pas les recommandations de Wikipédia : il faut le « wikifier ».
Les points d'amélioration suivants sont les cas les plus fréquents :
- Les titres sont pré-formatés par le logiciel. Ils ne sont ni en capitales, ni en gras.
- Le texte ne doit pas être écrit en capitales (les noms de famille non plus), ni en gras, ni en italique, ni en « petit »…
- Le gras n'est utilisé que pour surligner le titre de l'article dans l'introduction, une seule fois.
- L'italique est rarement utilisé : mots en langue étrangère, titres d'œuvres, noms de bateaux, etc.
- Les citations ne sont pas en italique mais en corps de texte normal. Elles sont entourées par des guillemets français : « et ».
- Les listes à puces sont à éviter, des paragraphes rédigés étant largement préférés. Les tableaux sont à réserver à la présentation de données structurées (résultats, etc.).
- Les appels de note de bas de page (petits chiffres en exposant, introduits par l'outil «  Source ») sont à placer entre la fin de phrase et le point final[comme ça].
- Les liens internes (vers d'autres articles de Wikipédia) sont à choisir avec parcimonie. Créez des liens vers des articles approfondissant le sujet. Les termes génériques sans rapport avec le sujet sont à éviter, ainsi que les répétitions de liens vers un même terme.
- Les liens externes sont à placer uniquement dans une section « Liens externes », à la fin de l'article. Ces liens sont à choisir avec parcimonie suivant les règles définies. Si un lien sert de source à l'article, son insertion dans le texte est à faire par les notes de bas de page.
- La présentation des références doit suivre les conventions bibliographiques. Il est recommandé d'utiliser les modèles {{Ouvrage}}, {{Chapitre}}, {{Article}}, {{Lien web}} et/ou {{Bibliographie}}. Le mode d'édition visuel peut mettre en forme automatiquement les références.
- Insérer une infobox (cadre d'informations à droite) n'est pas obligatoire pour parachever la mise en page.

Pour une aide détaillée, merci de consulter Aide:Wikification.
Si vous pensez que ces points ont été résolus, vous pouvez retirer ce bandeau et améliorer la mise en forme d'un autre article.
 (mai 2025).
Le contenu est difficilement compréhensible vu les erreurs de traduction, qui sont peut-être dues à l'utilisation d'un logiciel de traduction automatique.
Plusieurs formes de transport en Australie existent, mais l'Australie est très dépendante du transport routier, pour le transport national et d'autres formes de transport pour le transport international.

## Transport sur rail

### Réseau ferroviaire interurbains

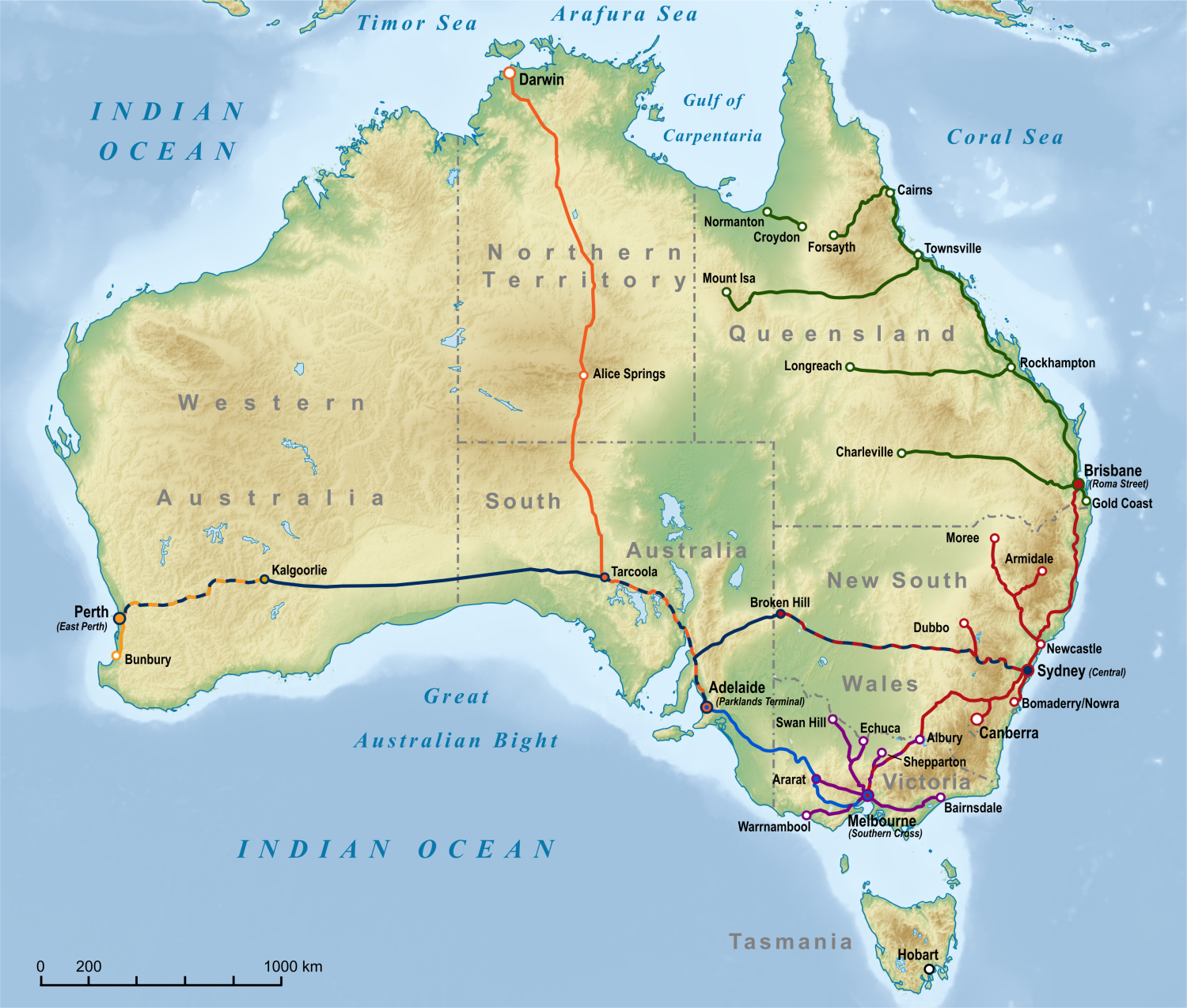
Carte du service passagers en Australie
Services gérés par des gouvernements d'État :
Queensland Rail City network et Traveltrain
NSW TrainLink
V/Line
Transwa
Lignes Journey Beyond :
Indian Pacific
The Overland
The Ghan

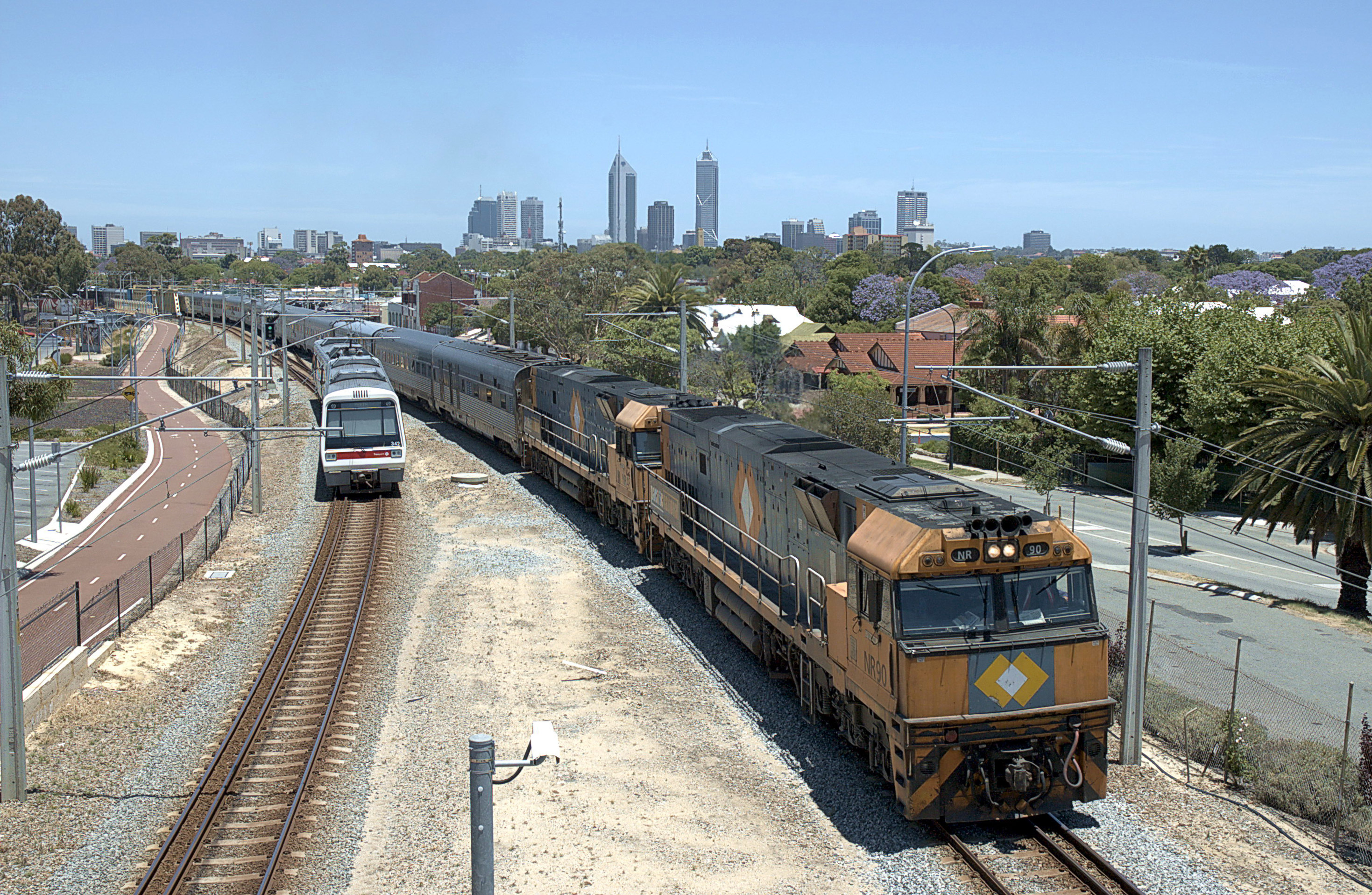
The Indian Pacific à Perth.

Le transport ferroviaire interurbain est étendu sur 33 819 kilomètres dont 2 540 kilomètres de voie électrifiées : 3 719 kilomètres de voie large australienne, 15 422 kilomètres de voie normale (écartement normal de 1 435 millimètres), 14 506 km de voie étroite australienne et 172 kilomètres de voie à double écartement. Les chemins de fer privés démarrèrent les premières lignes, mais ces sociétés furent confrontées à l'énorme étendue du pays peu peuplé, ce qui laissa les réseaux ferroviaires publics dominer. Londres a conseillé à chaque colonie de s'accorder sur la largeur des voies. La largeur des voies n'est pas harmonisée.

### Réseaux urbains

#### Réseau métropolitain
Les principales villes d'Australie n'ont pas de réseau de métropolitain complet. Melbourne et Sydney ont un système partiel. Ces villes considèrent la planification de la construction d'un petit réseau métropolitain.

#### Réseau tramway
Le tram ne s'emploie comme transport public qu'à Melbourne. Certaines villes, Sydney un système moderne de métropolitain léger.

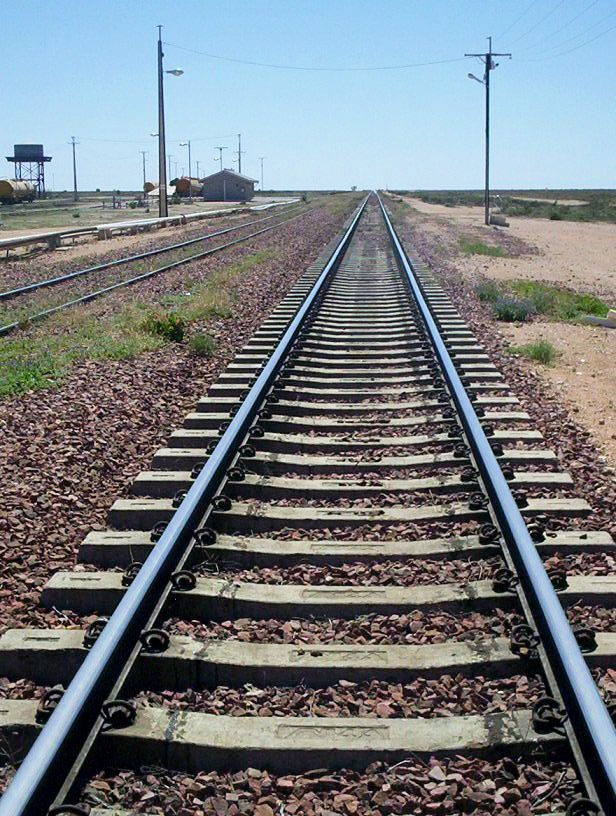
Trans-Australian Railway.

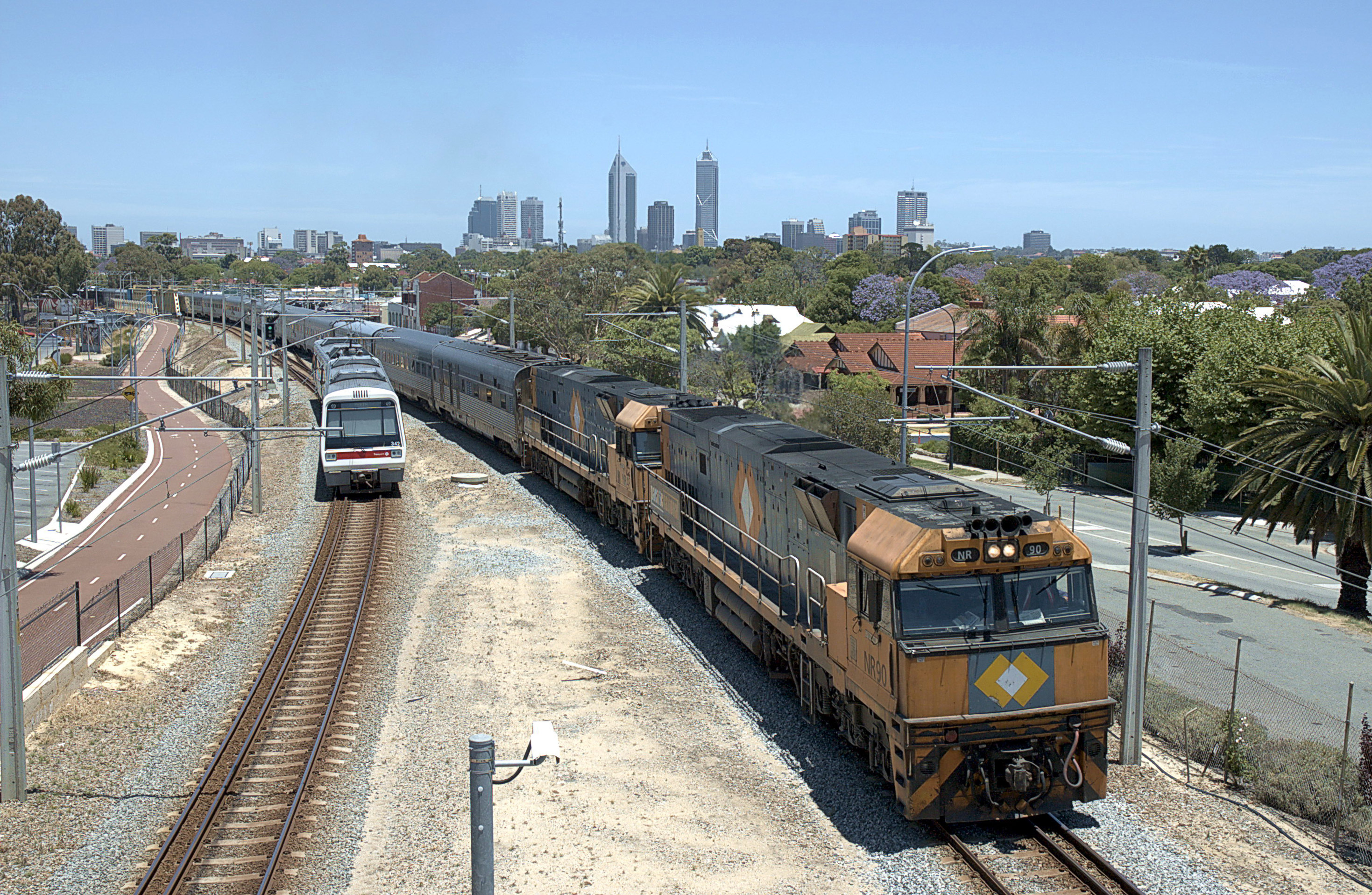
L' Indian Pacific à Perth.

L'Inner West Light Rail ouvre à Sydney en 1997 par conversion section inutilisée de la Metropolitan Goods line. Le CBD and South East Light Rail ouvre à Randwick en décembre 2019 et Kingsford en avril 2020. Un système léger sur rail ouvre on the Gold Coast en 2014. Une ligne ouvre à Newcastle en février 2019 et une à Canberra ouvre en avril 2019,.

## Transport routier

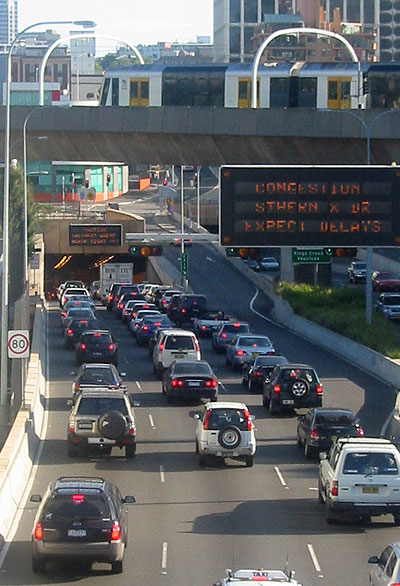
Autoroute "Eastern Distributor" à Sydney.

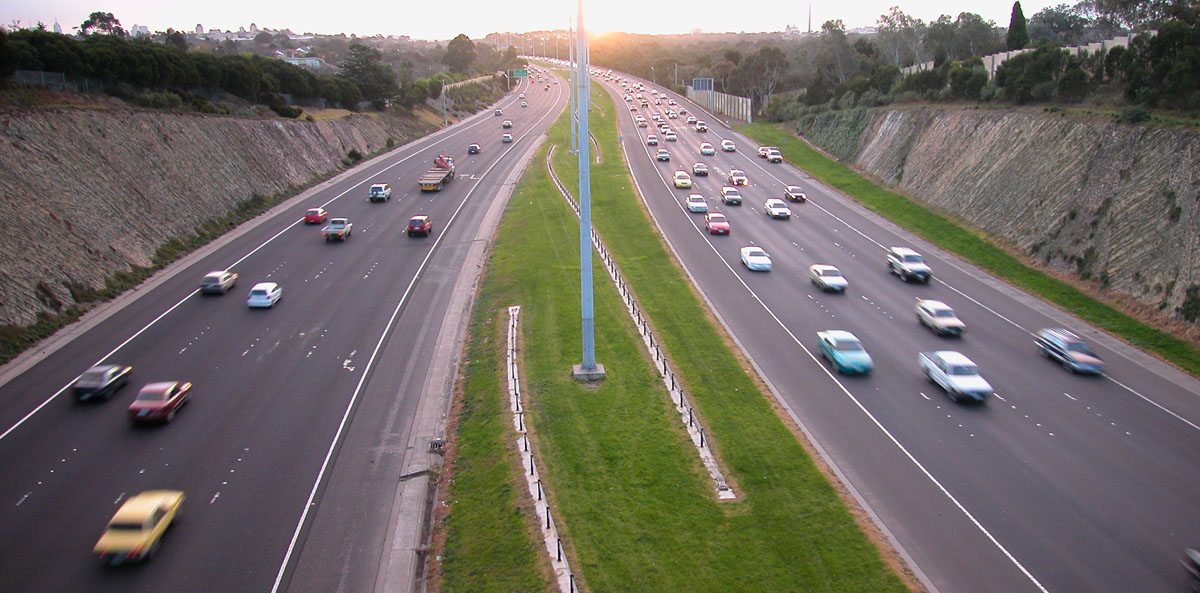
Rocade Est de Melbourne.

### Réseau routier

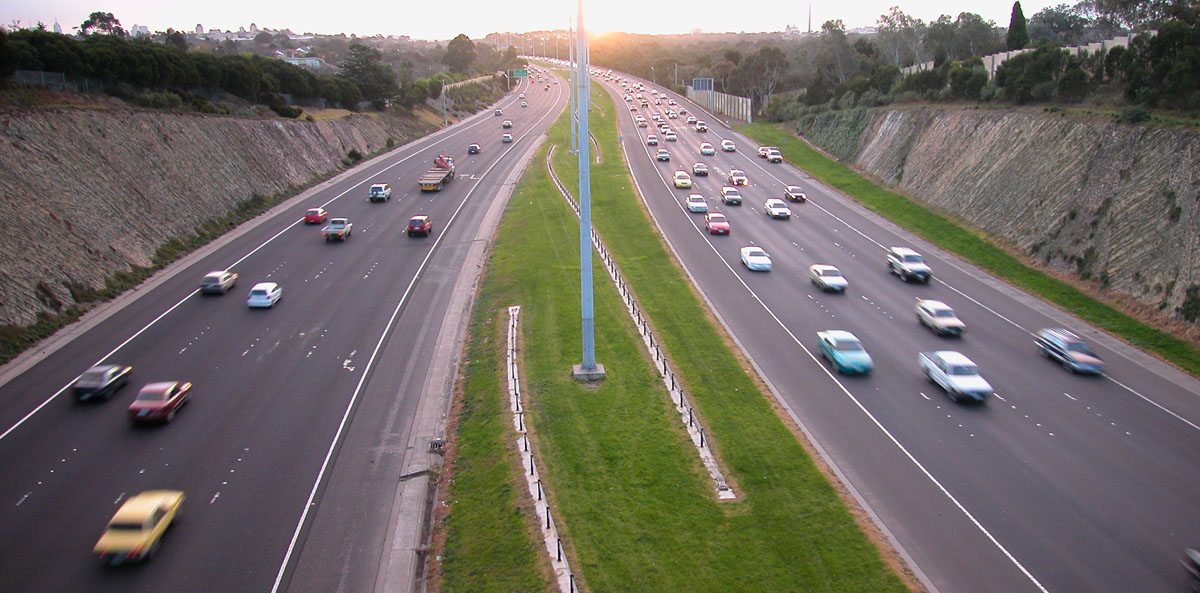
Eastern Freeway, Melbourne

Le transport routier est un élément essentiel du réseau de transport australien, et un enabler de l'économie australienne. La dépendance au réseau de transport est forte en raison de l'étendue de l'Australie et de la faible densité de population dans des parties considérables du pays. Ceci est similaire aux États-Unis. Le réseau routier australien est soumis à une demande excessive de transport durant les périodes (ou heures) de pointe et à une très faible demande la nuit venue.
Un autre raison de l'importante dépendance à la route est la faible développement du Réseau ferroviaire australien en regard des exigences passager et fret. Ceci signifie que des biens habituellement transportés par rail sont transportés par des trains routiers sur les routes australiennes. Quasiment chaque foyer est équipé d'au moins une voiture utilisée la plupart des jours.
Trois catégories différentes de routes existent en Australie : les routes fédérales, les routes d'État, et les routes locales. Le réseau routier comprend un totale de 913,000 kilomètres qui se décomposent en 
- bitumées : 353 331 kilomètres dont 3,132 kilomètres de voies express
- non bitumées : 559 669 km estimé en 1996.

Réseau public en 1996 : au total 913.000  kilomètres.
- asphalte: 353.331 kilomètres dont 2.863,20 kilomètres d'autoroutes.
- bianche: 559.669 km

### Réseau filoviarie
Aucun.

### Autobus et autocar
Sur tout le territoire sont présentes des entreprises publiques et privées qui gèrent le transport urbain, suburbain, interurbain et touristique par autobus et/ou autocar.

## Idrovie

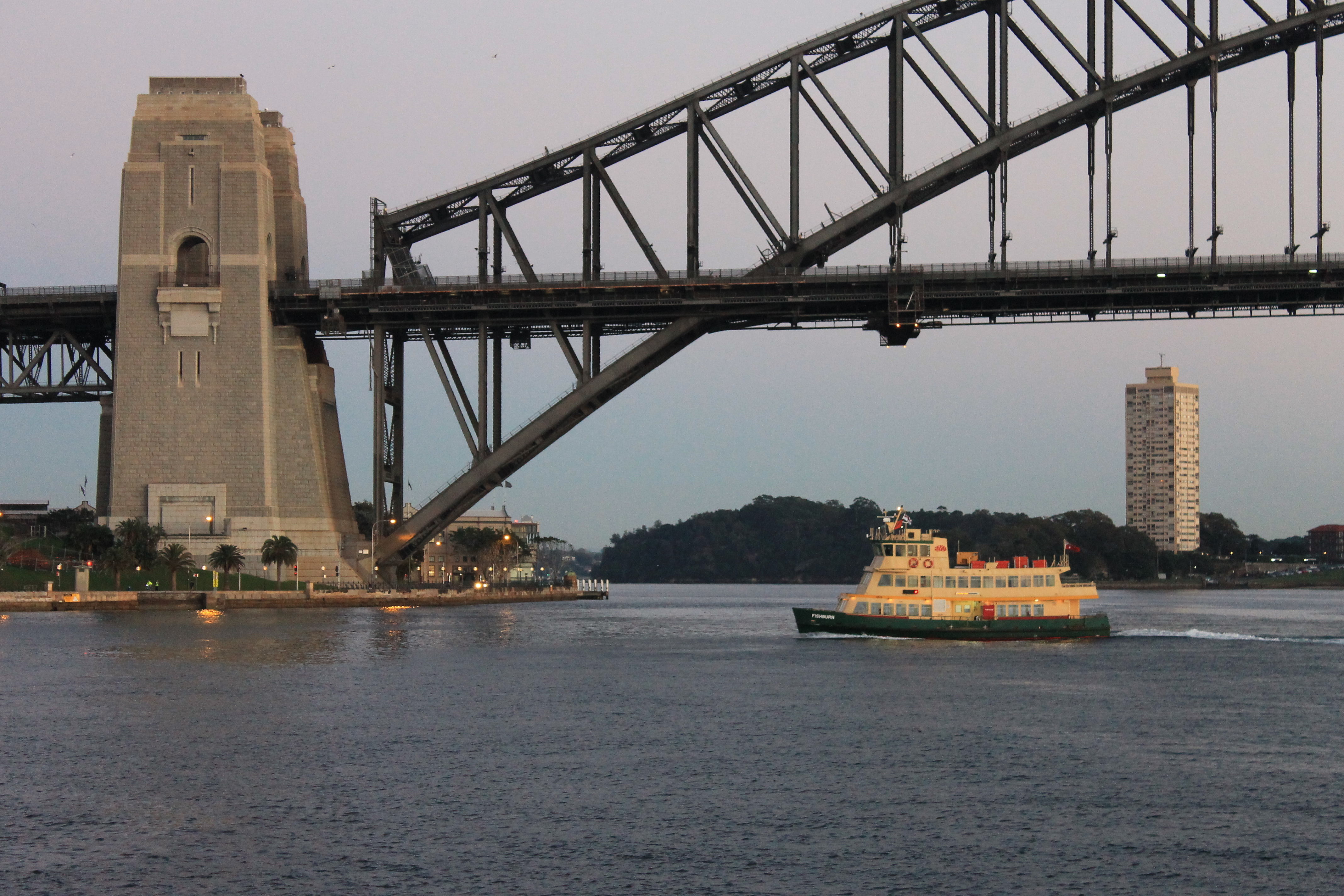
Ferry, Sydney.

## Port et scali

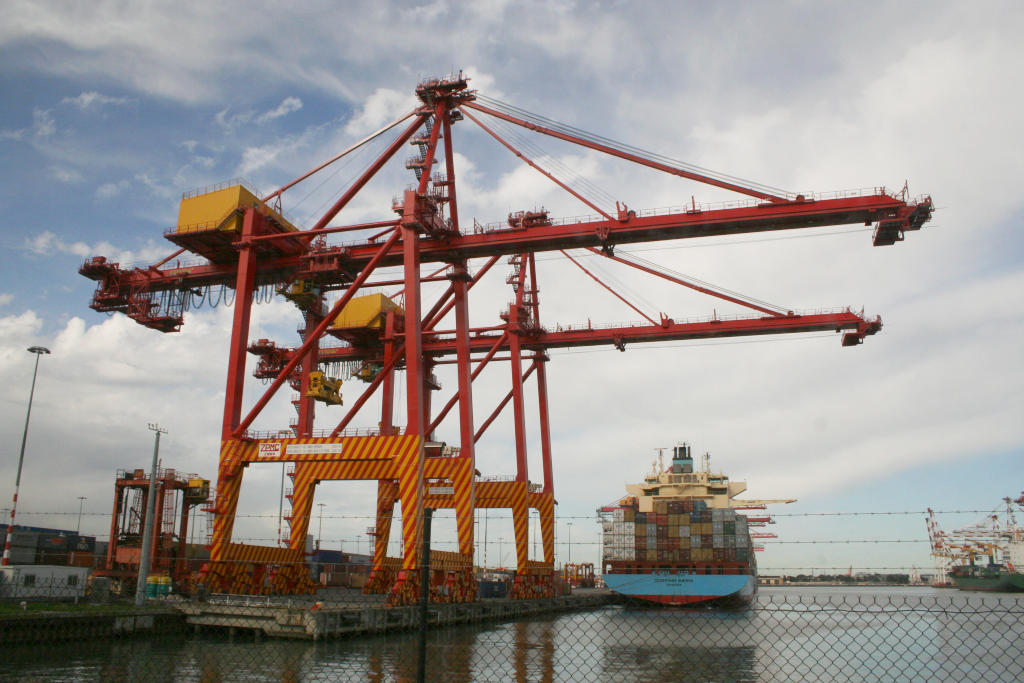
Port de Melbourne.

L'Australie dispose de nombreux ports et scali. Les principaux sont : Adélaïde, Brisbane, Cairns, Darwin, Fremantle, Geelong, Gladstone, Mackay, Melbourne, Newcastle, Sydney, Townsville, Wollongong, Port Lincoln.
Exemple de ports : Abbot Point, Darling Harbour, Port Darwin, Port de Newcastle, Port de Melbourne, Rushcutters Bay.

## Transport aérien

### Aéroports
Au total : 448 pour l'année 2004.
a) avec piste de roulage bitumée : 305
- plus de 3047 m: 10
- de 2438 à 3047 m: 12
- de 1524 à 2437 m: 131
- de 914 à 1523 m: 139
- moins de 914 m: 13

b) avec piste de roulage non lastricate : 143
- plus de 3047 m: 0
- de 2438 à 3047 m: 0
- de 1524 à 2437 m: 17
- de 914 à 1523 m: 112
- moins de 914 m: 13

c) système de contrôle avancé

### Héliports
Au total : 1

## Environnement et sécurité
L'effet sur l'environnement du transport en Australie est considérable. En 2009, les émission de transport constituent jusqu'à 15,3% des émission de gaz à effet de serre du total des émissions australiennes. Entre 1990 et 2009, les émissions de transport augmentent de 34,6%, le second taux de croissance mondiale des émissions après l'énergie stationnaire.
En terme de sécurité, en 2021, 163 personnes ont été tuées dans une collision impliquant des poids-lourds, ce qui représente 15,4 pour cent du total de la mortalité routière du pays.

## Note
Fond presse d'origine CIA - The World Factbook - https://www.cia.gov/library/publications/the-world-factbook/geos/as.html « https://web.archive.org/web/20150703214756/https://www.cia.gov/Library/publications/the-world-factbook/geos/as.html »(Archive.org • Wikiwix • Archive.is • Google • Que faire ?), 3 juillet 2015

## Autres projets
Modèle:Interprojet